# Ramsbeckite
La ramsbeckite è un minerale.